# Condensação (química)
A reação de condensação é uma reação química em que duas moléculas se combinam para formar uma única molécula, descartando outra molécula menor durante o processo. Quando essa molécula menor é a água, a reação é conhecida como reação de desidratação; outras moléculas menores perdidas na reação podem ser o cloreto de hidrogênio, metanol ou ácido acético.

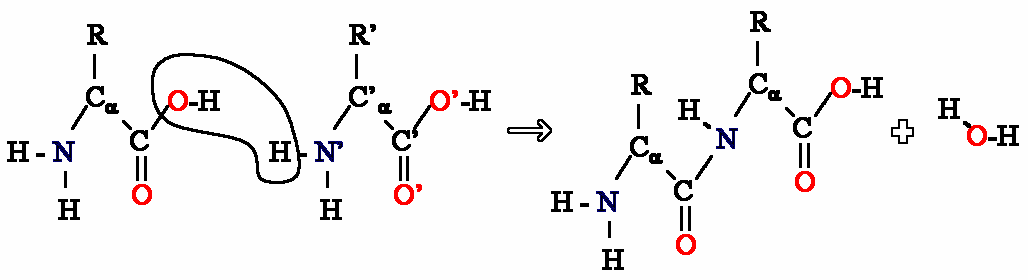
Exemplo de condensação de dois aminoácidos para formar uma ligação peptídica.

Uma reação de condensação pode ser considerada o oposto da reação de hidrólise (a clivagem de uma entidade química em duas partes pela ação da água).